# Telenovela (série télévisée)
Telenovela est une série télévisée américaine en onze épisodes de 22 minutes écrite par Chrissy Pietrosh et Jessica Goldstein, diffusée entre le 7 décembre 2015, et le 22 février 2016 sur le réseau NBC et sur le réseau Global au Canada.
Cette série est inédite dans tous les pays francophones.

## Synopsis
Ana Sofia Calderon, incarnée par Eva Longoria, est l'ambitieuse star de la telenovela la plus populaire d'Amérique Latine, intitulée Las Leyes de Pasion. Mais ce n'est pas facile pour elle de rester au top quand les drames à l'écran ne sont rien comparés à ceux qui se déroulent en coulisses, ou dans sa propre vie. Entre deux tournages, Ana Sofia doit jongler entre des scénaristes imbéciles, voir un peu trop portés sur la boisson, ou encore avec des comédiens prêts à tout pour lui voler la vedette. Et un beau jour, toute cette pagaille se transforme en véritable enfer, car Ana Sofia découvre que son ex-mari, Xavier, a reçu le rôle de son nouveau prétendant ! Ana Sofia aura besoin de toute l'aide de ses amis présents dans l'équipe de la série, Gael et Mimi, respectivement son ami homosexuel et sa meilleure amie de toujours pour surmonter la pression, et rester la star latine la plus célèbre du monde des telenovelas...

## Distribution

### Acteurs principaux
- Eva Longoria : Ana Sofia Calderon
- Jencarlos Canela : Xavier Castillo, ex-mari d'Ana Sofia
- Amaury Nolasco : Rodrigo Suarez
- Diana Maria Riva : Mimi, la meilleure amie d'Ana Sofia
- Jose Moreno Brooks : Gael Garnica, ami gay d'Ana Sofia
- Alex Meneses : Isabela Santamaria, rivale d'Ana Sofia
- Jadyn Douglas (en) : Roxy Rios
- Izzy Diaz : Isaac Aguero, scénariste (9 épisodes)

### Acteurs récurrents
- Alycen Malone : Hair Stylist / Make-up Artist
- Luis Fernandez-Gil (en) : Directeur de la telenovela (8 épisodes)
- Juan Carlos Cantu : Gustavo (7 épisodes)
- Phillip Garcia : Paulo the P.A. (7 épisodes)
- Bonnie Diaz : Art Department (7 épisodes)
- Chris Nuñez : Hairstylist (7 épisodes)
- Zachary Levi : James McMahon, le président de la chaîne VivaVision (5 épisodes)

### Invités
- Chris Bosh : lui-même (épisode 3)
- Tuc Watkins : the guy Ana dates (épisode 4)
- Kate del Castillo : Kate (épisode 5)
- Carlos Ponce : Diego (épisode 5)
- Roselyn Sánchez : Weather woman (épisode 6)
- Cris Judd (en) : Dancer #1 (épisode 7)
- Ricardo Antonio Chavira : Martin (épisode 9)
- Frank Gerrish : Ed Santamaria (épisode 9)
- Peter Porte (en) : Blaze Deluxe (épisode 9)
- Fiona Gubelmann : Kelly (épisodes 10 et 11)
- Diora Baird : Maria Wilson (épisode 10)

## Production

### Développement
Fin septembre 2014, le réseau NBC fait part de son intérêt concernant le projet de série avec Eva Longoria en tête d'affiche.
Le 16 janvier 2015, le réseau NBC annonce officiellement la commande du projet de série Telenovela avec une saison de treize épisodes, sans passer par la case pilote, avec Chrissy Pietrosh et Jessica Goldstein à l'écriture,. Début février 2015 est annoncé Steve Pink à la réalisation du pilote.
Le 10 mai 2015, lors des Upfronts, NBC annonce la diffusion de la série à la mi-saison sous le titre Hot & Bothered,.
Le 19 octobre 2015, NBC a réduit le nombre d'épisodes de treize à onze, pour des raisons de programmation,.
Le 2 novembre 2015, NBC planifie diffuser les deux premiers épisodes le 7 décembre 2015 sous le titre Telenovela après The Voice, puis à partir du 4 janvier 2016 à 20 h 30. Le 17 décembre, NBC devance la diffusion de l'épisode suivant au 28 décembre 2015.
Le 13 mai 2016, la série est annulée.

### Casting
Les rôles principaux ont été attribués dans cet ordre : Eva Longoria, rejointe fin janvier par Jencarlos Canela, Amaury Nolasco et Diana Maria Riva. Le 19 février, Jose Moreno Brooks rejoint la distribution principale, suivi, le 12 mars, par Alex Meneses.

### Tournage
L'histoire se déroule à Miami, mais la série est tournée à Los Angeles.

## Épisodes
| №  | Titre               | Réalisation           | Scénario | Première diffusion | Audience (millions) |
| -- | ------------------- | --------------------- | --- | ------------------ | ------------------- |
| 1  | Pilot               | Steve Pink (en)       | Mise en scène : Chrissy Pietrosh et Jessica Goldstein Scénario : Chrissy Pietrosh, Jessica Goldstein et Robert Harling (en) | 7 décembre 2015    | 5,34                |
| 2  | Evil Twin           | Reginald Hudlin       | Robert Sudduth | 7 décembre 2015    | 3,35                |
| 3  | Trapped in a Well   | Michael Weaver        | Chrissy Pietrosh et Jessica Goldstein                                                                                       | 28 décembre 2015   | 2,23                |
| 4  | The Kiss            | Fred Goss (en)        | Melody Derloshon | 4 janvier 2016     | 4,56                |
| 5  | The Rivals          | Ken Whittingham       | Leila Cohan-Miccio | 11 janvier 2016    | 3,61                |
| 6  | The Hurricane       | Eva Longoria          | Craig Gerard et Matthew Zinman                                                                                              | 18 janvier 2016    | 3,87                |
| 7  | The Grand Gesture   | Dylan K. Massin       | Marcos Luevanos | 25 janvier 2016    | 3,29                |
| 8  | Sexual Awakening    | Victor Nelli Jr. (en) | Dannah Phirman (en) et Danielle Schneider (en)                                                                              | 1er février 2016   | 3,06                |
| 9  | Split Personalities | David Warren (en)     | Josh Bycel (en) et Jonathan Fener                                                                                           | 8 février 2016     | 3,34                |
| 10 | Caught in the Act   | Fred Goss             | Jameel Saleem | 15 février 2016    | 2,33                |
| 11 | The Stalker         | Steve Pink            | Chrissy Pietrosh et Jessica Goldstein                                                                                       | 22 février 2016    | 2,94                |